# Voz das Comunidades
Voz das Comunidades é um jornal comunitário independente do Rio de Janeiro. Foi criado em 2005, no Morro do Adeus, no Complexo do Alemão, Zona Norte do Rio. Até 2015, já tinha distribuído 10 mil exemplares e contava com um milhão de visitas na página da internet. Seu fundador, Rene Silva, foi escolhido pela Revista Forbes Brasil como "exemplo de um time que está reiventando um país" e em 2018 ganhou o prêmio em Nova York da organização Mipad (Most Influential People Of African Descente), concedido a pessoas afrodescendentes influentes. É possível ser voluntário do portal através do site ou das redes sociais.

## História

### Anos 2000-2010
Foi fundado em 2005, por Rene Silva dos Santos. Inicialmente era um jornal escolar. A trajetória de Rene Silva foi contada na trama da telenovela Salve Jorge, da Rede Globo. Uma das colaboradoras do jornal, Melissa Canabrava, criticou na época os veículos de mídia por só mostrar a violência das favelas, além de não entrar nessas localidades: "E os outros projetos? E as coisas boas? Isso não aparece. Nosso objetivo é mostrar que existem coisas além do tráfico, da violência e da luxúria em cima da pobreza e do armamento (…) A gente procura um equilíbrio. Não trabalhamos só com coisas boas, porque aí ficaria uma máscara. Mas mostramos a realidade. (...) Quando tem operação policial, os grandes veículos ficam na beirada, um bairro antes do morro. Quem vê acha que eles realmente estão lá dentro, de colete e capacete. A grande imprensa não entra na favela." 
Entre 2011 e 2013, a redação do jornal trabalhou em um edifício doado pelo programa do Luciano Huck, que também era compartilhado com a ONG Afroreggae. Após um incêndio, se mudaram para uma casa alugada na rua Além-Paraíba, dentro da comunidade. Posteriormente, se mudaram para um edifício de dois andares, pago com um patrocínio com a Coca-Cola. Até março de 2017, além da Coca-Cola e anunciantes locais, outras três grandes empresas patrocinaram o jornal, como a Unilever, TIM e Oi.
Prisão e censura
Em 2016, Rene Silva foi preso por filmar a desocupação da Favela Skol. Ele foi encaminhado para 45º Delegacia de Polícia, com outros coloboradores do jornal, Renato Moura e Hector Santos, que também faziam parte da cobertura do fato. Os dois foram soltos após prestarem depoimento. 
Acabamos de prestar depoimento na delegacia e nos disseram que fomos levados por desobediência. Estávamos mostrando os moradores. Policiais nos levaram, dizendo que estávamos invadindo o terreno e desobedecemos a ordem de não entrar, mas eles pegaram antes meu celular. Um dos policiais arrancou o celular da minha mão e eu fui atrás, nesse momento ele me deu voz de prisão por estar desobedecendo ordem.— Rene Silva
Ana Moser e Glória Perez se posicionaram contra a prisão dos comunicadores. Antes do evento, eles já tinham informado sobre táticas de censura e ameaças à liberdade de imprensa impostas por agentes do Estado, policiais ou não, além de membros do tráfico de drogas. Segundo o jornal O Dia, testemunhas disseram que eles foram presos por não entregarem os equipamentos aos PMs.
Em novembro de 2017, o Voz das Comunidades contava com uma equipe de voluntários de doze pessoas, com o jornal sendo distribuído gratuitamente nas favelas da Kelson, do Boréu, Formiga, Cantagalo, Pavão/Pavãozinho, Cidade de Deus, Fumacê, Vila Kennedy, da Penha, e no Complexo do Alemão. Até o início de 2017, era semestral, em novembro do mesmo ano, contava com a circulação bimestral.

### Anos 2020-presente
Em junho de 2020, se muda para a comunidade do Vidigal, após a empresária carioca Jackie Botton ceder um prédio de três andares ao jornal.

## Filantropia
Anualmente, o Voz das Comunidades realiza desde a sua fundação diversas campanhas de doação, como no natal, páscoa, dentre outras datas comemorativas.

Em abril de 2019, distribuiu dez mil chocolates para as crianças na véspera de Páscoa.  Em outubro de 2019, foram arrecadados 3 mil livros para doação na oitava edição do evento "Pintando o 7", que reuniu 2 mil crianças no Complexo do Alemão.
Em abril de 2020, devido a Pandemia de COVID-19, o Voz das Comunidades lançou a campanha "Pandemia com Empatia", para arrecadar produtos para os moradores afetados pela crise.
Enterro de Ágatha Félix
Em setembro de 2019, o jornal ajudou nos custos do enterro da menina Ágatha Félix, morta em ação da polícia no Complexo do Alemão. A família da menina recusou ajuda do governo do Rio.